# Тупамарос
Тупамарос (ісп. Movimiento de Liberación Nacional; Tupamaros) — ліворадикальна уругвайська організація, яка в 1960—1970-х роках почала застосовувати тактику міської герильї. Засновником і ідейним натхненником був Рауль Сендік, другою людиною в керівництві — Елеутеріо Фернандес Уїдобро.
У числі активістів Тупамарос був і Хосе Мухіка, який згодом став президентом Уругваю (2010—2015).
Багато ліворадикальних організацій по всьому світу взяли на озброєння досвід боротьби Тупамарос, а німецькі організації Тупамарос Західного Берліна і Тупамарос Мюнхена, а також венесуельський Революційний рух Тупамаро взяли свої назви на честь цього руху.

## Історичний контекст
Уругвай, країна без сельви і гір, його називали «Швейцарією Латинської Америки», як за свої економічні показники, так і за сильну прихильність населення до демократичних норм. На 1964 з 2 560 000 населення країни 87,2 % жили в містах, а більшість — у Монтевідео.
Перемога Кубинської революції в 1959, підштовхнула розвиток і радикалізацію лівого руху, у багатьох країнах з'явилися партизанські осередки сільської герильї, а в деяких, як, наприклад, у Венесуелі (пізніше подібні операції стали проводитися також у Гватемалі і Бразилії), вони доповнювалися діяльністю «спеціальних тактичних підрозділів» у містах.

## Радикалізація молоді в Уругваї
В 1958, у відповідь на спроби уряду ввести нове законодавство щодо університетського самоврядування, виникає студентський опір, одними з учасників якого стають Елеутеріо Фернандес Уїдобро та Едуардо Бономі. Паралельно цьому процесу багато активістів лівих організацій, серед них і член Соціалістичної партії Уругваю Рауль Сендик, відправляються в провінцію. Там Рауль Сендік стає одним з організаторів профспілки працівників цукорних плантацій, якій протистоїть не тільки поліція, але і офіційна профспілка, створена латифундистами за підтримки ЦРУ.
В 1962, у зіткненнях між цими двома сторонами гине людина, що викликає суспільне невдоволення і, у червні того ж року, відбувається 500-кілометровий марш протесту з провінції до столиці з вимогами, до того часу ігнорованими землевласниками, поліпшити умови праці на плантаціях і націоналізувати 30.000 га землі, що не використовується її власниками. Однак, незважаючи на повтори цих маршів, уряд країни ігнорує вимоги селян.

## Поява Тупамарос
31 липня 1963, п'ять чоловік, серед них і Рауль Сендик, грабують збройну крамницю у невеликому провінційному місті. Ця група складалася з членів Соціалістичної партії Уругваю, маоїстів і анархістів, які тяжіли до марксизму. Аналізуючи соціально-економічну ситуацію в країні, група прийшла до висновку про те, що в Уругваї назріває серйозна політична та економічна кризу з імовірною спробою вирішити її насильницьким шляхом. Для того, щоб бути готовими до такого повороту подій, початковим планом організації стояли самоозброєння, самофінансування і підготовка до збройної боротьби, але не її ведення. Проте, після вищезгаданої акції керівництво організації змушене було піти у підпілля.

## Історія
Рух фінансувало себе за допомогою викупу захоплених ними чиновників, фінансистів і промисловецьів, експропріацій банків і збирання «революційного податку» з представників заможних верств суспільства. В 1968—1972 році Тупамарос зробили низку гучних акцій «прямої дії». Так 30 липня 1970 року Тупамарос викрали і стратили голову відділення Служби громадської безпеки Дена Мітріоне 14 квітня 1972 року в результаті атаки Тупамарос були вбиті ультраправий політик, заступник міністра внутрішніх справ Армандо Акоста-і-Лара і троє офіцерів поліції і спецслужб. Була проведено ще низка атак, загинули кілька солдатів і великих функціонерів поліції. У той же час, з грудня 1971 року репутація Тупамарос була сильно підірвана вбивством сільськогосподарського робочого Паскасіо Баеса — не маючи ніякого відношення до політичної боротьби, він випадково виявив партизанський бункер і був усунутий як небажаний свідок.
Уряд різко посилив поліцейські заходи проти Тупамарос. Для поза правової боротьби з ними були створені ультраправі ескадрони смерті — терористична організація Націоналістична збройна оборона на чолі з Мігелем Софією Абелейрою. В результаті поліцейських і «ескадронів» операцій, а з 1973 року — військової диктатури Тупамарос зазнав жорсткої розправи, постраждало багато і зовсім сторонніх громадян, кількість постраждалих від тортур на душу населення в Уругваї було найвищим з усіх країн Латинської Америки. У серпні 1973, Тупамарос, спільно з РАН, АНО і Лівий революційний рух організували Хунту революційної координації. Остання збройна акція була проведена в жовтні того ж року.
Після відновлення демократії у країні, в грудні 1985 року, на IV Національному з'їзді «Тупамарос» повідомили, що організація відмовляється від продовження збройної боротьби і стане діяти політичними засобами.
Надалі, рух Тупамарос було реорганізовано у політичний «Рух народної участі», який входить до правлячої лівої коаліції «Широкий фронт».